# Denis Kolinger
Denis Kolinger (n. 14 ianuarie 1994, Malsch, Baden-Württemberg, Germania) este un fotbalist croat, care joacă pe post de fundaș central la Vejle în Superliga Daneză. Pe plan internațional, are prezențe la națională pentru Croația U-17⁠(d), Croația U-21⁠(d) și Croația.